# Barbara Bain
Barbara Bain, geboren als Mildred Fogel (Chicago, 13 september 1931), is een Amerikaanse actrice.

## Biografie
Bain behaalde een bachelor sociologie aan de Universiteit van Illinois. Na haar studies verhuisde ze naar New York waar ze aan de slag ging als model, danseres en actrice. In 1957 huwde ze collega-acteur Martin Landau.
In 1966 ging ze aan de slag in de televisieserie Mission: Impossible. Voor haar rol als "Cinnamon Carter" won ze van 1967 tot 1969 drie jaar op rij een Emmy Award als beste actrice in een dramaserie. Voor dezelfde rol werd ze in 1968 genomineerd voor een Golden Globe. Van 1975 tot 1977 speelde ze de rol van "Dr. Helena Russell" in de Britse sciencefictionserie Space: 1999, waarin haar echtgenoot de rol van "Commandant John Koenig" voor zijn rekening nam. Gastrollen had ze onder meer in Millennium, Walker, Texas Ranger, CSI: Crime Scene Investigation, Moonlighting en Murder, She Wrote.
Bain en Landau hebben twee kinderen: filmproducent Susan Bain Landau Finch en actrice Juliet Landau. In 1993 gingen Bain en Landau uit elkaar.
In 2016 kreeg Bain een ster op de Hollywood Walk of Fame.

## Filmografie en televisie (selectie)
- Mission: Impossible (1966-1969); tv-serie
- Mission Impossible versus the Mob (1968)
- A Summer without Boys (1973); tv-film
- Space: 1999 (1975-1977); tv-serie
- Alien Attack (1976); tv-film
- Journey through the Black Sun (1976); tv-film
- Destination Moonbase-Alpha (1978); tv-film
- Cosmic Princess (1982); tv-film
- Skinheads (1989)
- American Gun (2002)
- Forget Me Not (2009)
- Political Disasters (2009)
- Nothing Special (2010)
- Silver Skies (2016)

- Biblioteca Nacional de España: XX1295437
- Bibliothèque nationale de France: cb14055655w (data)
- Gemeinsame Normdatei: 1025124863
- International Standard Name Identifier: 0000 0001 1634 9619
- Library of Congress Control Number: n95014505
- Nationale Bibliotheek van Israël: 987007430246205171
- Nederlandse Thesaurus van Auteursnamen: 321496337
- SNAC: w60h6f13
- Système universitaire de documentation: 166469874
- Virtual International Authority File: 46964060
- WorldCat: E39PBJwdgPRKxgd4j9qt8VG8md